# نيكولاي دينكوف
نيكولاي دينكوف دينكوف (بالبلغارية: Николай Денков Денков) هو سياسي بلغاري من مواليد 3 سبتمبر 1962 يشغل حالياً منصب رئيس وزراء بلغاريا منذ 6 يونيو 2023. شغل سابقًا منصب وزير التربية والتعليم. هو فيزيائي وكيميائي فيزيائي وكيميائي. كما أنه عضو في أكاديمية العلوم البلغارية ومحاضر في جامعة صوفيا.